# Twarz anioła (film 2014)
Twarz anioła (ang. The Face of an Angel) – brytyjsko-włosko-hiszpański dramat psychologiczny z 2014 roku w reżyserii Michaela Winterbottoma, oparty na faktach o dziennikarskim śledztwie o brutalnym morderstwie na Meredith Kercher i oskarżonej o tę zbrodnię Amandy Knox. Adaptacja książki autorstwa Barbie Latza Nadeau.

## Obsada
- Kate Beckinsale jako Simone Ford[2]
- Daniel Brühl jako Thomas[2]
- Sai Bennett jako Elizabeth Pryce[2]
- Ava Acres jako Bea[2]
- Valerio Mastandrea jako Edoardo
- Cara Delevingne jako Melanie
- Genevieve Gaunt jako Jessica Fuller
- Ranieri Menicori jako Carlo Elias
- Andrea Tidona jako Alberto Baldini
- Peter Sullivan jako James Pryce
- Corrado Invernizzi jako Francesco
- Edoardo Gabbriellini jako Roberto
- Roberta Cartocci jako Maria Argento
- John Hopkins jako Joe
- Sara Stewart jako Sarah
- Rufus Wright jako William
- Rosie Fellner jako Katherine
- Nathan Stewart-Jarrett jako Adam
- Lucy Chou jako Caroline
- Sophie Rundle jako Hannah
- Alistair Petrie jako Steve
- Nikki Amuka-Bird jako Roxanne

## Produkcja
Zdjęcia do filmu rozpoczęły się w połowie listopada 2013 roku we Włoszech (Siena).

## Nominacja
- 2014: Nominacja do nagrody BIFA za najlepszy debiut aktorski dla Cary Delevingne[4].